# شيريلين كينيون
شيريلين كينيون (بالإنجليزية: Sherrilyn Kenyon) (و. 1965  م) هي روائية، وكاتِبة أمريكية، ولدت في كولومبوس، بدأت مشوارها المهني سنة 1994.

## وصلات خارجية
- شيريلين كينيون على موقع IMDb (الإنجليزية)
- شيريلين كينيون على موقع ميوزك برينز (الإنجليزية)

- شيريلين كينيون في قاعدة بيانات الأفلام على الإنترنت